# Георги Ковачев (офицер)
Вижте пояснителната страница за други личности с името Георги Ковачев.
Георги Христов Ковачев е български офицер (генерал-майор), командир на Беломорския отряд (1941) и 4-та пехотна преславска дивизия (1941 – 1944) по време на Втората световна война (1941 – 1945).

## Биография
Георги Ковачев е роден на 9 септември 1891 г. в село Велгощи, Охридско. През 1915 година завършва Военното училище в София и на 25 август е произведен в чин подпоручик. Служи в Шестдесет и втори пехотен полк, 15-и пограничен участък и Осма пехотна дружина. От 1928 г. е адютант на Трета инспекционна област и същата година е преместен в Деветнадесети пехотен шуменски полк. От 1932 г. отново е адютант на Трета инспекционна област, а през 1934 г. е в Осми пехотен приморски полк. От 1935 до 1936 г. е домакин на полка. След това е интендант на Четвърта пехотна преславска дивизия. От 1939 г. е командир на Седми пехотен преславски полк.
След началото на Втората световна война, с поверително писмо №9032 от 24 юни 1941 г. от Щаба на войската се разпорежда създаването на Беломорски отряд – към щаба на 2-ра дивизионна област в Пловдив. Отрядът е формиран и на 21 юли 1941 г. за негов командир е назначен полковник Ковачев. На 24 юли частите на отряда се установяват по Беломорското крайбрежие, а щабът се разполага в Ксанти, с което се поема охраната на западната и южната морска граница.
След като в началото на август германските войски завладяват остров Крит, полковник Ковачев решава да задели малка част от силите за отбраната на бреговата ивица, а с останалите провежда занятия и укрепва заетите позиции. Полковник Ковачев остава командир на отряда до 25 ноември 1941 г., когато е назначен за командир на 4-та пехотна преславска дивизия. На тази длъжност остава до 6 юли 1944 г., когато е уволнен от армията. Георги Ковачев е женен и има 2 деца.

## Военни звания
- Подпоручик (25 август 1915)
- Поручик (30 май 1917)
- Капитан (1 май 1920)
- Майор (15 май 1930)
- Подполковник (26 август 1934)
- Полковник (3 октомври 1938)
- Генерал-майор (6 май 1943)